# Ratibida tagetes
Ratibida tagetes là một loài thực vật có hoa trong họ Cúc. Loài này được (E.James) Barnhart miêu tả khoa học đầu tiên năm 1897.